# Villa Torre Clementina
La villa Torre Clementina est une luxueuse demeure située entre l’avenue Impératrice Eugénie et, au sud, le sentier du littoral dit des douaniers sur la commune de Roquebrune-Cap-Martin. Cette villa fait l’objet d’une inscription au titre des monuments historiques depuis le 11 février 1991.

## La villa
En 1904, le cap Martin est morcelé en lotissements. Peu de temps après, sur une de ses parcelles, l’épouse du banquier Louis Stern (1840-1900) et romancière Ernesta Stern, connue pour ses contes vénitiens, confie la construction de sa villa à l’architecte Lucien Hesse, et le soin de la décoration intérieure ainsi que l’aménagement des jardins à l’architecte paysagiste Raffaelle Mainella (it).
Dans cette période d’éclectisme architectural, le projet choisit des références principalement dans le gothique vénéto-byzantin. À l’extérieur, le revêtement mural associe habilement la rustique brique rouge avec la pierre blanche sculptée et le marbre. Le porche d’entrée, la loggia du rez-de-chaussée, les grilles de ferronnerie et la longue galerie du premier étage reproduisent des éléments architecturaux présents et remis à la mode, dans plusieurs édifices vénitiens restaurés, dans les années 1855-1870.

## Les jardins
L’aménagement intérieur  d’inspiration plutôt Renaissance se complète  par des jardins respectant le dénivelé du site et privilégiant un environnement végétal méditerranéen. Ils sont conçus comme un véritable hymne au romantisme avec des allées sinueuses jalonnées de théâtre de jardin, de vestiges d’architectures antiques, de fontaines, pergola, belvédères, cascade et miroir d‘eau … L’escalier fleuri est un des éléments les plus remarquables: « Qu’on imagine un tapis de gazon déroulé sur des marches de marbre, partagé en son milieu par une rampe de géraniums éclatants, et flanqués de plus hauts degrés surmontés çà et là d’antiques pots de terre cuite débordants de feuillages et de plantes vivaces. Cet escalier conduit d’un étroit miroir d’eau à une terrasse encadrée de grands arbres, pins maritimes et cyprès, sur la sombre masse desquels tranche le blanc cru de pures colonnes romanes. De là, si l’on se retourne, l’œil découvre la mer étincelante, dont l’éclat métallique multiplie miraculeusement la joyeuse et vibrante symphonie des fleurs innombrables ». « À la villa Torre Clementina, Mainella signe une de ses œuvres italianisantes les plus connues et oniriques de la Riviera ».
La villa et les jardins sont inscrits au titre des monuments historiques le 11 février 1991.
La villa a servi de cadre, notamment, au film "Les félins" (1964) de René Clément, avec Alain Delon et Jane Fonda.